# Лойко, Олег Антонович
Олег Антонович Лойко (бел. Алег Антонавіч Лойка; 1 мая 1931, Слоним — 19 ноября 2008, Слоним) — белорусский поэт, писатель, литературовед, критик и переводчик. Член-корреспондент АН Беларуси.

## Биография
Родился в семье фельдшера. Окончил филологический факультет БГУ (1953), аспирантуру при кафедре белорусской литературы БГУ (1956). С 1956 года — преподаватель белорусской литературы, с 1985 года — заведующий кафедрой БГУ. В 1991—1996 годах — декан филологического факультета БГУ. Руководил университетским объединением «Взлет» (1964—1989).
В последние годы жизни жил в Слониме. Был женат, имел дочь Антонину, сына Павла и внуков Виталия, Олега и Надежду.

## Творчество
Дебютировал стихами в 1943 («Баранавіцкая газета»). Автор сборников поэзии «На юначым шляху» (1959), «Задуменныя пералескі» (1961), «Дарогі і летуценні» (1963), «Блакітнае азерца» (стихи и поэмы, 1965), «Каб не плакалі кані» (1967), «Дзівасіл» (1969), «Калі ў дарозе ты…» (избранное, 1971), «Шчырасць» (1973), «Пачуцці» (стихи и поэмы, 1976), «Лінія жыцця» (1978), «Скрыжалі» (избранное, 1981), «Няроўныя даты» (1983), «Грайна» (1986), «Пралескі ў акопах» (1987), «Балады вайны і міру» (1989), «Талая вясна»(стихи и поэмы, 1990). Для детей вышли книги стихов «Як Тоня рэха шукала» (1962), «Карагод дзівосных прыгод» (1966), «Каля млына» (1972), «Дзе хто начуе?» (1977), «Пра дзеда Аяяй і бабку Оёёй» (1984). Написал романы-эссе «Як агонь, як вада» (1984) і «Францыск Скарына, або Сонца маладзіковае»(1990), повесть «Скарына на Градчанах» (1990), сценарий документального фильма «Максім Багдановіч» (снят в 1990). Автор 100 книг, последняя вышла в 2003 году.
Перевел на белорусский язык книгу избранных произведений П. Верлена «У месяцавым ззянні» (1974), И. В. Гёте «Спатканне і ростань» (1981), отдельные произведения русских, украинских, литовских, латышских, польских и других поэтов. Переводчик и составитель 2-томной антологии польской поэзии «Ад Буга да Віслы», куда вошли стихи 180 поэтов.
Выступал как критик и литературовед. Издал монографии «Адам Міцкевіч і беларуская літаратура» (1959), «Новая земля» Якуба Коласа: Вытокі, веліч, хараство" (1961), «Максім Багдановіч» (1966), «Сустрэчы з днём сённяшнім» (1968), «Беларуская паэзія пачатку XX стагоддзя»(1972), сборник литературно-критических статей и творческих портретов «Паэзія і час»(1981), доклады на V Международный съезд славистов «Беларуска-польскія літаратурныя ўзаемасувязі ў XIX ст.»(с Н. Перкиным , 1963), на IX съезд — «Традыцыі літаратуры старажытнай Русі ў беларускай літаратуры» (с В. Чемерицким, А. Коршуновым, 1982), вспомогательный учебник для студентов ВУЗов «Гісторыя беларускай літаратуры: Дакастрычніцкі перыяд». Автор программ по старобелорусской литературе и белорусской литературы XVIII — начале XX веков. Один из составителей хрестоматии для высших учебных заведений «Беларуская літаратура XIX стагоддзя» (совместно с др. авторами).

## Признание
- Член Союза писателей СССР (1960)
- Доктор филологических наук
- Профессор
- Награжден Орденом Дружбы народов , медалью Франциска Скорины и др.
- Лауреат Государственной премии БССР имени Якуба Коласа (1990) за роман-эссе «Францыск Скарына, або Сонца маладзіковае»
- Лауреат премии БГУ имени Владимира Пичеты

## Память
- Именем Олега Лойко названа улица в Слониме
- Музейная комната Олега Лойко в Слонимской районной библиотеке имени Я. Коласа